# Richard Levitt
Richard Levitt   (Los Angeles, 5 de juliol de 1935 - Basilea, 2 de febrer de 2017), nom complet Richard Stanley Levitt fou un contratenor i professor de cant estatunidenc. Levitt va actuar a l'"Early Music Studio" de 1970 a 1977.

## Vida i obra
Richard Levitt, juntament amb el seu germà, van fer actuacions públiques de música pop a l'estil de Bing Crosby i Fred Astaire quan era adolescent. Als 12 anys es va interessar per l'òpera i la música clàssica. Va començar a estudiar piano i violí. Quan va conèixer la veu del contratenor Alfred Deller, també va entrenar la seva veu i va intentar cantar en el rang de veu de Deller. Els seus primers professors de cant van ser Fritz i Tilly Zweig de l'Òpera de Berlín, que havien fugit als Estats Units per escapar dels nazis. A la UCLA, Levitt va estudiar amb l'entrenador vocal en el segment d'òpera Natalie Limonick, el refugiat hongarès Jan Popper i Roger Wagner, director del cor de la UCLA. Així, la vida musical de Levitt a Califòrnia i Nova York va estar fortament influenciada pels artistes europeus.
Levitt va ensenyar tècnica vocal a la Universitat de Nova York, Fredonia durant tres anys. Després es va traslladar a la Schola Cantorum Basiliensis suïssa i va ensenyar-hi durant 27 anys. Un dels estudiants de Richard Levitt va ser el contratenor Andreas Scholl.

Scholl va resumir el credo de cantant i professor de cant del seu mestre Levitt (i probablement també el seu) de la següent manera: Un cantant no ha de fugir de la por al virtuosisme o al so bell. Tots dos són bons, però no ho és tot. El cantant ha d'abandonar la seva zona de confort i la seva constitució de seguretat. S'ha d'obrir al text i, per tant, a ell mateix i sobretot al públic. 
| « | Perquè "Hi ha molts bons cantants. Has de ser únic. Només ets això si reveles alguna cosa sobre tu mateix". Sense ser ell mateix a l'escenari, un cantant segueix sent irreconeixible. Cada cantant ha de trobar el seu propi estil. Ha de ser reconeixible. Els professors l'han d'animar. No li han de fer duplicats d'ells mateixos. L'ensenyament és 100% per descobrir i estimular la individualitat de l'alumne. | » |